# Tölö gymnasium

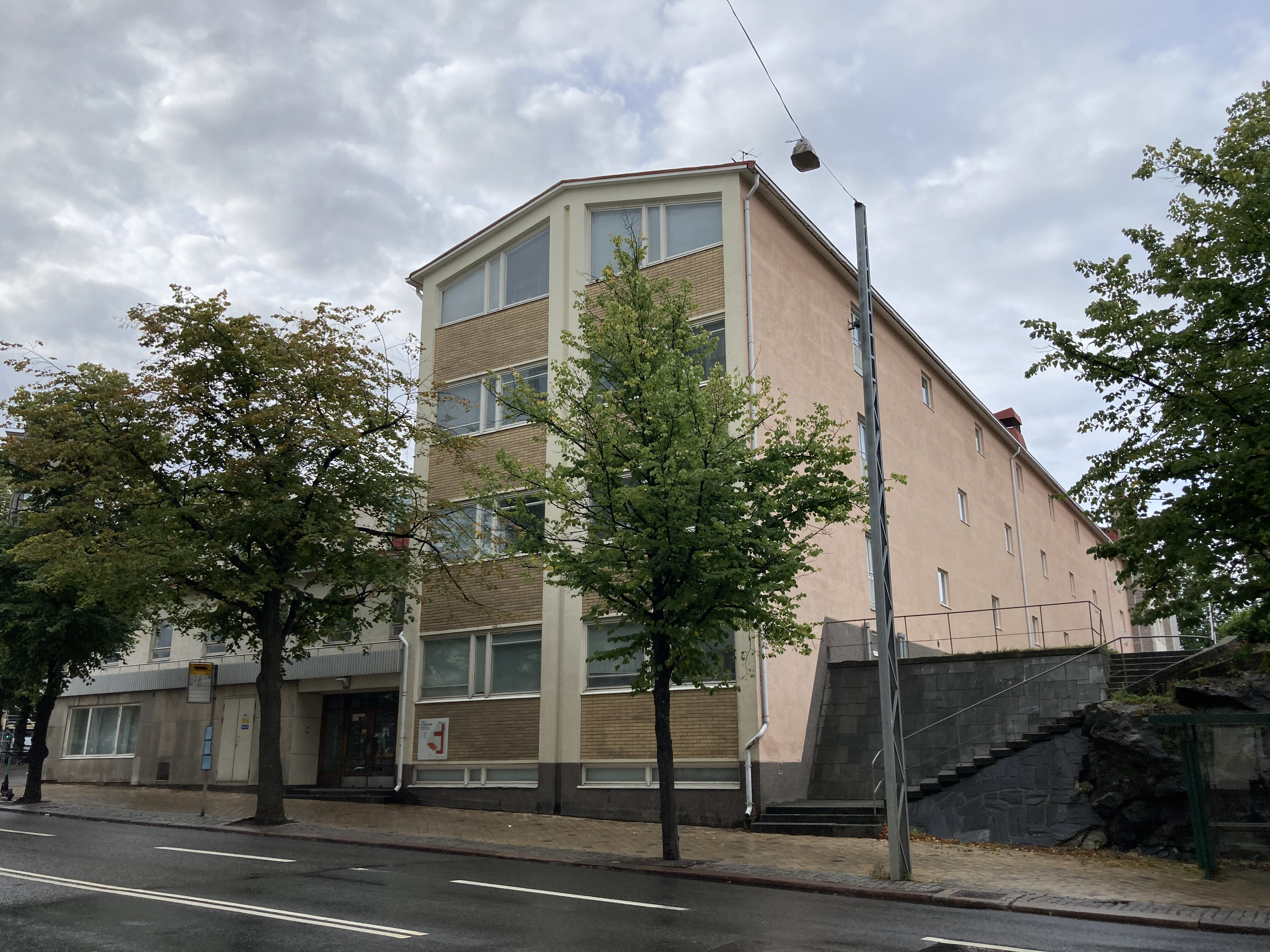
Den äldre byggnaden från 1954

Tölö gymnasium är ett finlandssvenskt kommunalt gymnasium i stadsdelen Tölö, Helsingfors bildat 2015. Skolan har cirka 400 studerande. Förutom allmän linje har skolan tre specialiseringslinjer: humanekologi, bildkonst och musik samt en vuxenlinje.

## Historia
Tölö gymnasium bildades hösten 2015 genom fusionen av Gymnasiet Svenska normallyceum (1977-2015) och Tölö specialiseringsgymnasium (2002-2015).
Tölö gymnasium utför sin verksamhet vid Sandelsgatan 3 i en äldre skolbyggnad från 1954 samt en nyare byggnad Sandels från 2007. Den äldre skolbyggnaden uppfördes 1954 för Nya Svenska samskolan, Lönkan som flyttade dit från ett trähus på Lönnrotsgatan. Den nyare skolbyggnaden Sandels uppfördes 2007 för att inhysa Tölö specialiseringsgymnasium, Högstadieskolan Lönkan, Musik- och kulturskolan Sandels (före detta Brages musikskola) samt Ungdomsgården Sandels.
I huset Sandels verkar idag Tölö gymnasium, Musik- och kulturskolan Sandels samt Ungdomsgården Sandels.

## Skolan
Tölö gymnasium är en kulturskola genomsyrad av humanitärt, internationellt och fritt tänkande. De studerande vid Tölö gymnasium får möjlighet att utveckla sitt intresse för kultur, konst och samhällsfrågor utanför Finlands gränser. Från och med år 2015 har gymnasiet erbjudit studier på fem olika linjer: allmänna linjen, bildkonstlinjen, musiklinjen, humanekologiska linjen och kvällslinjen.
De som vill studera vid Tölö gymnasiums specialiseringslinjer måste genomgå ett inträdesprov till den specialiseringslinje eleven ansöker till. Tölö gymnasium är öppet för alla oberoende av hemkommun.  Vid urvalet beaktas den sökandes medeltal i läsämnena på avgångsbetyget från grundskolan, resultatet i inträdesprovet och eventuella särskilda meriter som den sökande kan uppvisa ett intyg på. Det högsta möjliga poängtalet är 20 (10 från betyget och 10 för inträdesförhör + meriter)
Utom allt det som ingår i programmet för den egna specialiseringslinjen läser de studerande också de nationella gymnasiekurserna. Under det tredje skolåret gör eleven på specialieringslinjen ett praktiskt eller teoretiskt slutarbete som skall vara en slags sammanfattning av allt det eleven lärt sig under sina studier anknytet till sin specialisering.
Skolans mål är att eleven lämnar skolan som en allmänbildad medborgare.

## Linjerna

### Bildkonst
På bildkonstlinjen får eleven möjlighet att utveckla sin förmåga att uttrycka sig i bild. Eleven får pröva på nya idéer och experimentera med olika tekniker och material. Genom undervisningen bekantar eleverna sig också med den visuella kulturens olika delområden och med olika sätt att lösa visuella problem.
Självutvärdering är en viktig del av hela processen. Bildkonstlinjen samarbetar med museer och andra konstskolor och ställer regelbundet ut egna arbeten. De studerandes behov och intressen kan styra kursutbudet och innehållet i kurserna.
Bildkonstlinjen riktar sig också till elever som är bildintresserad, men som inte nödvändigtvis har för avsikt att fortsätta med konststudier.
Bildkonstlinjens inträdesförhör innehåller både förhandsuppgifter och uppgifter som görs på plats. Goda vitsord i tillvalsteckning, intyg från kurser i konstskolor mm. kan ge den sökande ett tillvalspoäng.
Nuvarande linjeledare är Laila Rebers-Holländer

### Humanekologi
På humanekologiska linjen studerar man sambanden mellan människan och hennes totala miljö.  Studierna i humanekologi handlar om hur människan, samhället och naturen utvecklats tillsammans och om hur människan påverkar jorden idag. Den så kallade Humanekologiska Triangeln, vilken omfattar alla de olika ämnena som tas upp i undervisningen, utgörs av individ, grupp och miljö.
Eleverna deltar i praktisk verksamhet till förmån för till exempel Unicef, studerar städers historia och försöker analysera internationella konflikter. Undervisningen är mycket flexibel och anpassas till aktuella teman. Elevens egen insats och självständiga arbete är en viktig del av inlärningen. 
Förutom de obligatoriska kurserna, läser eleverna även ett flertal fördjupande och tillämpade kurser som varierar med åren. Ämnen som tidigare och än i dag studeras är till exempel Afrika, Ryssland, den islamska världen, antropologi, grundkurs i swahili, arabiska eller ryska, utvecklingsarbete, miljöfilosofi, praktiskt hantverk, vildmarksliv och överlevnad.
Humanekologiska linjens inträdesförhör består av två delar, en muntlig och en skriftlig del. I den muntliga delen diskuterar den sökande någon komplicerad fråga med en grupp andra sökande och i den skriftliga delen svarar den sökande på några (valbara) frågor som bygger på grundskolekurserna i biologi, geografi, kemi, historia, samhällskunskap, religionskunskap eller livsåskådning. Till slut gör den sökande också en skriftlig sammanställning av diskussionen. Om man under en längre tid arbetat inom en organisation som sysslar med till exempel miljövård eller utvecklingsbistånd, och lämnar in ett intyg på detta, kan det räknas som en merit som ger ett extra poäng.
Nuvarande linjeledare är Evi Kärpijoki och Johan Rehn.

### Musik
På musiklinjen ligger tyngdpunkten på att musicera i grupp. Eleverna kan få stöd för sina solistiska studier, men inte individuell undervisning. Bandspel och körsång hör till den självskrivna undervisningen på årskurs 1. Bland övriga kurser kan nämnas fritt ackompanjemang, sångensemble, djembe, dans, salsa och flerspårsinspelning.
Undervisningen är anpassbar och öppen för de studerandes förslag och försöker i mån av möjlighet förverkliga dem. Elerverna kan därför komma med egna initiativ och på så sätt vara med om att utforma kurserna.
Musiklinjen riktar sig också till elever som är intresserad av musik, men inte nödvändigtvis har för avsikt att fortsätta med musikstudier.
Musiklinjens inträdesförhör består av två delar: 
- a) ett musikteoriprov (ungefär motsvarande musikskolornas teori och solfége (2/3-3/3)) som måste vara godkänt
- b) en uppvisning där den sökande ger prov på vad denne kan inom musik. Den sökande förväntas också sjunga en enkel sång utan ackompanjemang.

Goda vitsord i tillvalsmusik, intyg över kurser vid musikinstitut eller privatundervisning kan ge högst ett tilläggspoäng.
Nuvarande linjeledare är Annika Blomqvist